# Gomphichis goodyeroides
Gomphichis goodyeroides är en orkidéart som beskrevs av John Lindley. Gomphichis goodyeroides ingår i släktet Gomphichis och familjen orkidéer. Inga underarter finns listade i Catalogue of Life.